# Seca em Portugal em 2019
A seca em Portugal de 2019 refere-se ao período de falta de chuvas que ocorre no ano hidrológico 2018/2019, excepcionalmente seco, que continuou pelo ano hidrológico 2019/2020 (nas regiões do Interior, Alentejo e Algarve).

## Causas
Depois de um outubro e um novembro chuvosos a Sul, dezembro de 2018 foi extremamente seco, chovendo apenas 38% do valor considerado como normal para o mês. Os meses seguintes tiveram um padrão semelhante ao de dezembro: tempo muito seco e bastante soalheiro.
Depois de um dos invernos mais secos desde 2000, a seca severa estendia-se a 4,8% do território continental.

## Evolução

### Início
Em março, a seca aumentou em Portugal. Cerca de 40% do território estava nos valores mais extremos de seca (seca severa e seca extrema), 37,6% e 0,5%, respetivamente, a 31 de março.
No princípio de abril, o rio Tejo começou a mostrar um caudal muito baixo, devido à seca, levando muitos pescadores à ruína.
Apesar de ter ocorrido uma ligeira melhoria em abril, em maio a seca voltou a piorar, sendo que 27,2% do país estava em seca severa e 2,5% em seca extrema no final do mês.

### Situação após o verão
O verão de 2019, ao contrário de verões anteriores, foi mais fresco e teve mais precipitação a Norte, e, por isso, a seca não piorou muito em relação a maio. No final de agosto, 22,9% do território estava em seca severa e 12% estava em seca extrema.
No entanto, setembro foi um mês quente e seco. Inclusive começaram a haver restrições ao abastecimento em concelhos do interior do Alentejo.

### Ocorrências de precipitações de carácter torrencial em Espanha e a sua relação com a seca em Portugal
Durante os meses de agosto, setembro e outubro de 2019, ocorreram múltiplos eventos de precipitação torrencial em Espanha, também designados de DANA (Depresión Aislada en Niveles Altos) ou Gota fría. A elevada ocorrência deste tipo de eventos meteorológicos deveu-se à persistência dum anticiclone no Atlântico. Devido à corrente de jato, o ar frio e húmido é desviado para o Mediterrâneo Ocidental, formando condições para este tipo de eventos.
A gota fria de setembro de 2019 foi uma das mais destrutivas desde que há registos, resultando na morte de 7 pessoas.

### Caudal do Rio Tejo e polémica
A 6 de outubro, a barragem de Cedillo encontrava-se com uma capacidade 70% menor que a que tinha 5 semanas antes. O cais dos Lentiscais, em Idanha-a-Nova, ficou destruído com a seca.
A 31 de outubro, o ministro do Ambiente negou a existência de falta de água e afirmou que o problema se tratava do rio Pônsul. Afirmou também que a convenção de Albufeira, acordada entre Portugal e Espanha, estava a ser cumprida. No entanto, uns dias depois, o Governo português veio a retratar a má gestão dos caudais em Espanha.
Apesar das chuvas torrenciais causadas pelas DANA em Espanha, grande parte do interior espanhol encontrava-se em seca em outubro (sobretudo a Andaluzia Ocidental). A existência de seca no país vizinho a Portugal fez com que muita água da barragem ficasse retida em Alcántara. A 15 de novembro, a Agência Portuguesa do Ambiente afirmou que Espanha poderia declarar o estatuto de emergência da Convenção e não cumprir os serviços mínimos.
A 19 de novembro, o ministro voltou a negar a falta de caudal no Tejo, pondo de parte a questão da barragem de Cedillo.
Contudo, na segunda semana de novembro, devido à chuva, o caudal do Rio Tejo voltou a aumentar, e com isso a capacidade da barragem de Cedillo aumentou, chegando aos 70% no final de novembro.

### Melhorias da seca no Litoral Norte e Centro
Após um outubro muito chuvoso no Norte, com recordes de precipitação, e um novembro também muito chuvoso pelo Norte e Centro, a seca acabou por melhorar nestas regiões, sendo que, no final de novembro, 23,8% do país estava em chuva fraca e 7,5% em chuva moderada.

### Seca no Baixo Alentejo e Algarve
Em outubro e novembro, a seca extrema piorou no Baixo Alentejo e no Algarve: no final de outubro, 31,9% do país estava em seca severa e 4,3% estava em seca extrema. A barragem de Odeleite, em Castro Marim, encontrava-se a 27%, um dos seus mínimos históricos. Algumas aldeias do Nordeste Algarvio ficaram sem água canalizada. As outras barragens não estavam também melhores: Odelouca estava com 22% da sua capacidade máxima, Bravura com 34,4% e Arade com 30,2%. No entanto, a empresa Águas do Algarve garantiu que haveria água até ao fim do ano.
Em novembro começaram a haver restrições na água para os campos de golfe no Vale do Lobo e para a agricultura. O aquífero do Algarve Central apresentava, em meados de novembro, níveis elevados de contaminação, devido à falta de água.
A 20 de novembro, o Governo afirmou que iria restringir os furos no interior do Baixo Alentejo e do Algarve como uma forma de mitigar a seca.
No início de dezembro, várias povoações do Nordeste Algarvio começaram a ser abastecidas por autotanques. Neste mês, apesar de uma melhoria da seca, 0,6% do território continuava em seca extrema e 10,9% em seca severa (no Baixo Alentejo e Algarve).